# Kerzendorf (Ludwigsfelde)
Kerzendorf ist ein Ortsteil der Stadt Ludwigsfelde (Landkreis Teltow-Fläming in Brandenburg). Bis zur Eingliederung in die Stadt Ludwigsfelde im Jahr 1997 war der Ort eine selbständige Gemeinde.

## Geographische Lage

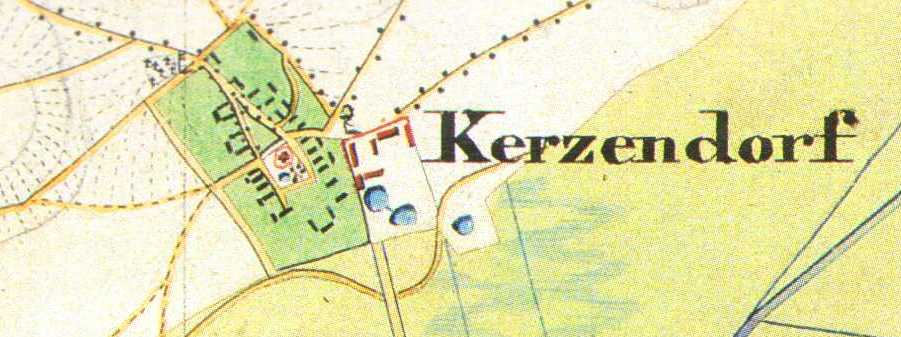
Kerzendorf auf dem Urmesstischblatt von 1840

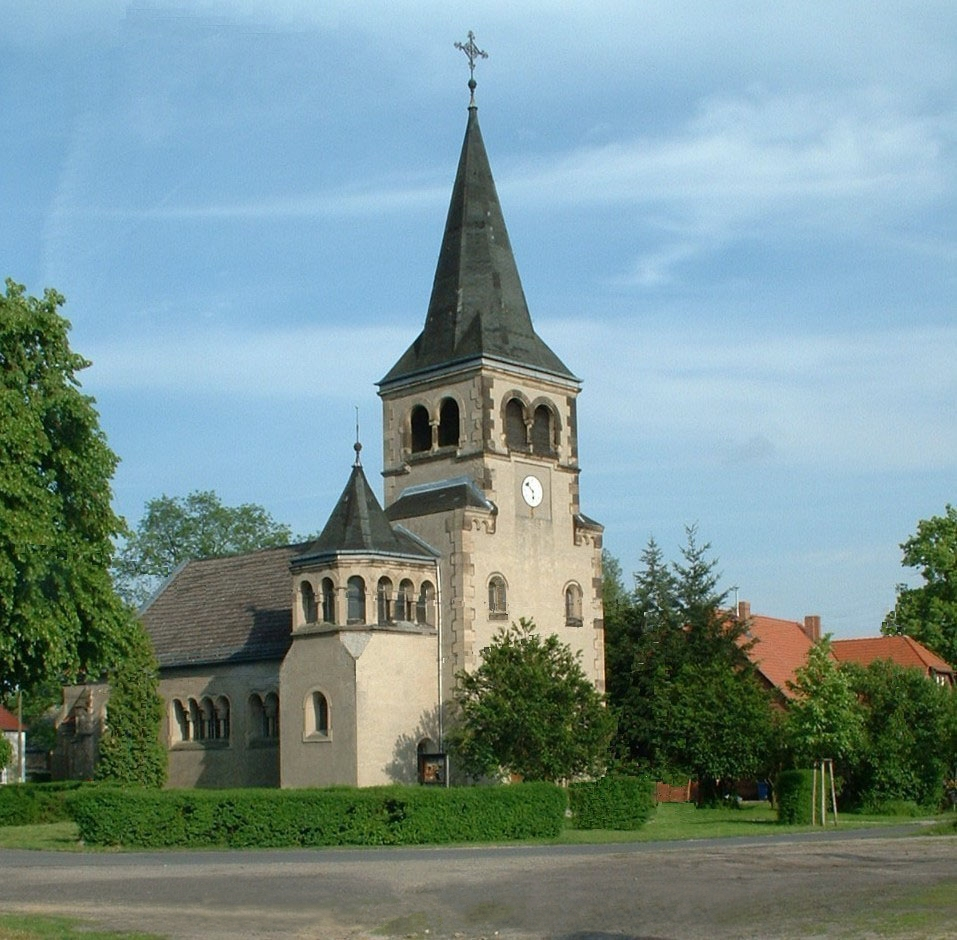
Kirche, 2004

Das vom Bauboom in der Nachwendezeit verschont gebliebene märkische Sackgassendorf mit seinen 212 Einwohnern (Stand 2020) und einer Fläche von 9 km² liegt an der alten Bundesstraße 101 (heute K7241) ca. 3 km südöstlich des Stadtzentrums von Ludwigsfelde. Der Ort weist noch heute vielfältige Zeugnisse seiner wechselvollen Geschichte auf.

## Geschichte
Urkundlich wird Kerzendorf erstmals im Jahre 1378 nachgewiesen. Die noch häufig und insbesondere in der älteren Literatur zu findende Ersterwähnung von 1346 beruht auf der falsch datierten Meißner Bistumsmatrikel, die heute auf das Ende des 16. Jahrhunderts datiert wird. Die Herkunft des Namens ist nicht gesichert. Schlimpert gibt im Wesentlichen drei Möglichkeiten an, wie der heutige Name entstanden sein könnte. Am wenigsten wahrscheinlich hält er eine Ableitung von einem deutschen Personennamen Kersten (von Christian), da es nur einen einzigen frühen Beleg mit der Schreibweise Kerstendorff gibt. Eine Umstellung von -st- in Kersten zu -ts- ist möglich und auch in anderen Fällen belegt. Meist lauten die frühen Belege aber auf Kertzendorff, Kerczendorf oder bereits auf die, der heutigen Schreibweise sehr nahe kommenden Form Kerzendorff. Schlimpert verifiziert weiter eine mögliche Herkunft von mnd. kerse (kertze) = Garten- oder Brunnenkresse, oder kertze = Kerze, gegossenes Wachslicht"; eventuell sogar auch von kerse = Kirsche. Das Bestimmungswort Ker(t)z- lässt sich aber auch von einem slawischen Personennamen ableiteten. Slawisch-deutsche Mischnamen von Orten sind in der näheren Umgebung von Kerzendorf häufig anzutreffen. Im Tschechischen gibt es den Personennamen Krča zu č. skrčeny = gebückt, zusammengezogen. 1346 ist in einer Spandauer Urkunde der Personenname kertze brun belegt. In Tschechien gibt es die Ortsnamen Krč, Krčín und Krčkovice, im Polnischen Karczyn, im serbokroatischen Krčevo und Krčin. In der näheren Umgebung kommt in Schenkendorf (zwischen Königs Wusterhausen und Mittenwalde) 1799 der Flurname die Kartzen, Kärtzen vor, in Kallinchen und Motzen (östlich von Zossen) sind die Flurnamen Quartzen und Quertze belegt.
In der Urkunde von 1378 geht es um Abgaben aus einem Krug in Kerzendorf, ein erster Beleg für den Krug, der fast kontinuierlich über die Jahrhunderte belegt ist. 1450 hatte das Dorf 44 Hufen von denen der Pfarrer zwei von Abgaben befreite besaß. Außerdem wohnten noch drei Kossäten und ein Hirte im Dorf. 1624 sind es 14 Bauern, zwei Kossäten, ein Schmied und ein Hirte, die in Kerzendorf lebten. Das frühere Lehnschulzengut war an die Herrschaft gefallen und die Hufe von Abgaben befreit worden. Der Dreißigjährige Krieg scheint Kerzendorf nicht so schlimm getroffen zu haben; 1652 waren zwar erst sechs Bauerngüter und zwei Kossätenstellen wieder besetzt. Aber bereits 1655 sind alle 14 Bauernhöfe und die drei Kossätenhöfe wieder bewirtschaftet. 1711 wird erstmals das Rittergut des „von Thümen“ erwähnt, das 1745 als Vorwerk bezeichnet wird. Um 1840 gab es in Kerzendorf 34 Wohnhäuser. Bis zum Jahr 1900 war die Zahl auf 41 Häuser gestiegen. Nach der Volkszählung 1925 bewohnten 105 männliche und 110 weibliche Bürger die Ortschaft Kerzendorf, auf dem Gut lebten 15 Familien, ohne dem Besitzer. 1931 wurden schließlich 54 Wohnhäuser gezählt. Nach dem Zweiten Weltkrieg wurden 345 Hektar enteignet und auf 85 Wirtschaften aufgeteilt. Auch 39 Altbauern wurde Land zugewiesen. 1958 bildete sich eine erste LPG Typ I mit 14 Mitgliedern und 113 Hektar Nutzfläche. 1960 bildete sich noch eine LPG Typ III, die noch im selben Jahr mit der LPG Typ I verschmolzen wurde. 1961 bewirtschaftete die LPG Typ III mit 64 Mitgliedern 391 Hektar.
Bevölkerungsentwicklung von 1583 bis 2006 (bis 1971 aus dem Historischen Ortslexikon, ab 1981 aus dem Historischen Gemeindeverzeichnis)
| Jahr | Einwohner                             |
| ---- | ------------------------------------- |
| 1583 | ca. 70 bis 90 (14 Bauern, 3 Kossäten) |
| 1734 | 127                                   |
| 1772 | 139                                   |
| 1801 | 148                                   |
| 1817 | 112                                   |
| 1840 | 183                                   |
| 1858 | 233                                   |
| 1895 | 318                                   |
| 1925 | 384                                   |
| 1939 | 313                                   |
| 1946 | 403                                   |
| 1964 | 230                                   |
| 1971 | 214                                   |
| 1981 | 229                                   |
| 1991 | 203                                   |
| 2001 | 167                                   |
| 2006 | 203                                   |

### Politische Geschichte
Erste nachweisbare Besitzer des Dorfes waren die Gebrüder Reiche, die das Dorf vom brandenburgischen Markgrafen zu Lehen hatten. 1413 wurde Johann von Torgow, Herr zu Zossen, durch Burggraf Friedrich VI. von Nürnberg (später Friedrich I. von Brandenburg) mit dem Dorf Kerzendorf belehnt. Sie hatten Kerzendorf auch noch 1472 inne. Kerzendorf kam auf diesem Weg als sogenanntes „brandenburgisches Lehen“ an die Herrschaft Zossen, die damals zur Niederlausitz gerechnet wurde. Bereits vor 1479 wurde die Dorfherrschaft (Gericht, Patronat und Abgaben) geteilt. Gewisse Rechte wie die Burgdienste und die Landfolge verblieben jedoch beim Amt Zossen, das 1495 aus dem Herrschaft Zossen entstanden war. Die eine Dorfhälfte erscheint 1523 im Besitz des Otto von v. Schlieben, der in diesem Jahr seine Hälfte an Kerzendorf an Hans von v. Schlabrendorf zu Schloss Beuthen und damals Hauptmann von Salzwedel, verkaufte. Mitbelehnt waren seine Vettern Otten und Fritzen von Schlabrendorf auf Schloss Beuthen. 1752 konnten die von Schlabrendorf auch die andere Hälfte von Kerzendorf erwerben. Bereits 1479 war dieser Anteil im Besitz der Familie Guntz, auch „Zicker, sonst Guntzke genannt“. Später schreibt sich die Familie von Zicker oder auch Zucker; sie hatte ihren Sitz in Genshagen. 1677 erwarb die Familie von Thümen diesen Anteil, und verkaufte ihn 1752 an die v. Schlabrendorf. Der Besitz derer von Schlabrendorf in Kerzendorf umfasste das Ober- und Untergericht, das Patronat über die Kirche, Dienste der Bauern, Zehnten, Zinsen und z. T. auch die Rauchhühner sowie das Bruch vom Damm (über die Nuthegrabenniederung nach Wietstock) bis an den Eppenweg (unbekannte Lokalität). 1756 gingen Dorf und Rittergut in den Besitz der le Duchat von Dorville über. 1798 musste die Gemeinde dem Wilhelm Heinrich von Dorville huldigen. 1802 erwarb der Baron v. Medem Kerzendorf und das Rittergut. 1817 ist Frau von Quistorf die Besitzerin und 1820 bis 1850 der Graf von Königsmarck. Danach erwarben bürgerliche Familien den Besitz: 1856 (Regierungsrat) Ascher, 1860/4 Meyen, dann kurz die Grafen Blumenthal-Suckow, und 1872 Schwabach, seit 1907 von Schwabach.
Der Ort liegt in der Landschaft des Teltow und damit im alten Kreis Teltow, der sich im Laufe des 16. Jahrhunderts herausbildete. Bei der Kreisreform und Auflösung der alten (Groß-)Kreise und Länder im Jahr 1952 in der DDR kam Kerzendorf zum neugebildeten Kreis Zossen im Bezirk Potsdam. Nach der Wende wurde der Kreis Zossen 1990 zunächst in Landkreis Zossen umbenannt. 1993 wurde er mit den Kreisen Jüterbog und Luckenwalde zum neuen Landkreis Teltow-Fläming zusammenlegt. Im Zuge der Ämterbildung in Brandenburg zur effektiveren Verwaltung der vielen kleinen Gemeinden schloss sich Kerzendorf 1992 mit acht weiteren Gemeinden zum Amt Ludwigsfelde-Land zusammen. 1997 schied aus dem Amt Ludwigsfelde-Land aus und wurde Teil der Stadt Ludwigsfelde.

### Kirchliche Geschichte
Kerzendorf war ursprünglich ein Kirchdorf, wie die zwei Pfarrhufen im Schoßregister von 1450 belegen. Nach der Meißner Bistumsmatrikel gehörte es zur Sedes Zossen und damit zum Bistum Meißen. Der Ort hatte eine Feldsteinkirche, die vermutlich dem 13. oder 14. Jahrhundert entstammte. Sie wurde 1894 niedergelegt und durch einen Neubau ersetzt. Im Jahr 1612 war Kerzendorf bereits Tochterkirche von Wietstock. Der Krüger in Kerzendorf bebaute die zwei Pfarrhufen gegen Abgaben an den in Wietstock ansässigen Pfarrer. Heute gehört Kerzendorf zum Evangelischen Kirchenkreis Zossen-Fläming.

## Denkmale und (ehemalige) Sehenswürdigkeiten

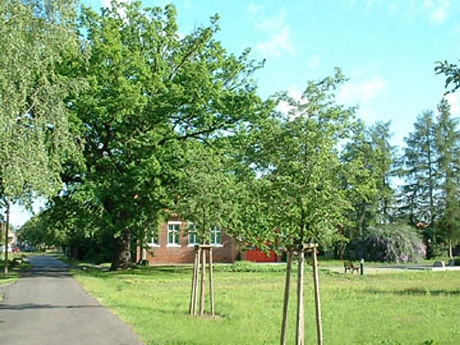
Gemeindehaus mit dem Feuerwehrhaus hinter der Dorfeiche, 2004

### Baudenkmale
Architektonischer Mittelpunkt des noch immer von Landwirtschaft (heute vorwiegend Pferdezucht, z. B. Irish Tinker) und einer dörflichen Struktur geprägten Ortes sind die Kirche sowie das Gemeindehaus mit dem 2002 neu errichteten Feuerwehrhaus der 1934 gegründeten Freiwilligen Feuerwehr Kerzendorf.

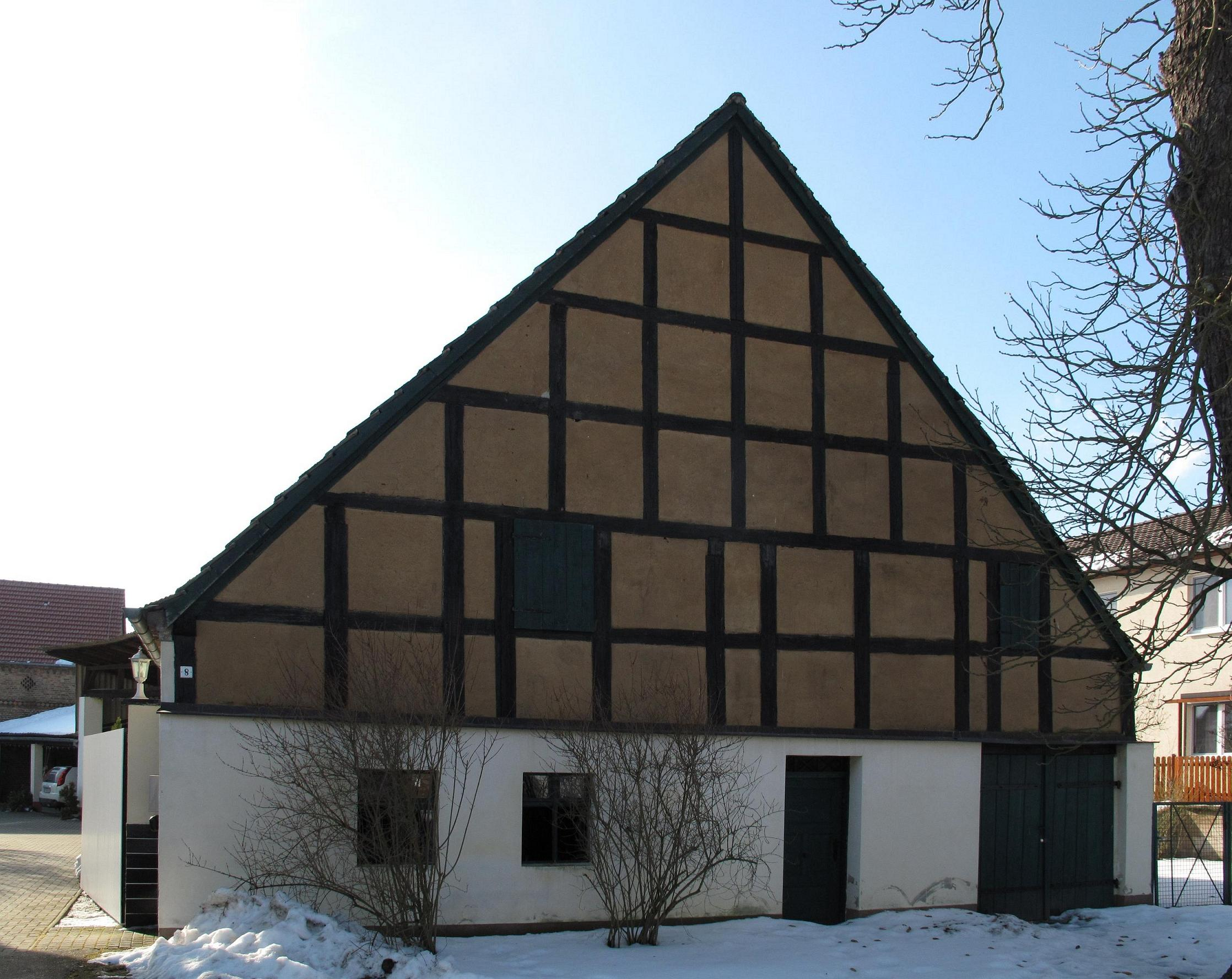
Mittelflurhaus in Kerzendorf

In der Denkmalliste des Landes Brandenburg werden drei Objekte als Denkmale klassifiziert:
- die Dorfkirche
- ein Mittelflurhaus (Dorfstraße 8)
- Gedenkanlage für die Gefallenen von 1813, mit Gedenksäule und Ehrengrabstätte auf dem Schanzenberg (nordöstlich des Dorfkerns, südlich der L79).

Dorfkirche
Die erste Kirche in Kerzendorf war ein Feldsteinbau mit einem verbretterten, etwa 20 m hohen Turm. Ende des 19. Jahrhunderts ließ Paul Schwabach nach einem Entwurf von Karl Hoffacker die heutige Kirche im neoromanischen Stil errichten. Sie wurde am 10. November 1897 feierlich geweiht. Sie ist ein verputzter Backsteinbau mit einem Basaltsockel. Die Rahmungen der Portale und der in Gruppen zusammengefassten Fenster sowie die Säulchen und Kapitelle der Arkadenstützen sind dagegen aus Rheinischem Tuff (Ettringer Tuff oder Weiberner Tuff) gearbeitet. Die Kirche ist innen von einem hölzernen Tonnengewölbe überspannt. Die Sockelzone der Tonne ist farbig ornamentiert. Der ursprüngliche Triumphbogen zwischen Chor und Schiff wurde nach 1945 vermauert, der Chor zur Sakristei umgestaltet. Die Ausstattung der alten Kirche ist bis auf ein Sandsteinepitaph für den preußischen Staats- und Justizminister, Kammergerichtspräsidenten und Präsidenten des französischen Obergerichts in Berlin Johann Ludovicus le Duchat de Dorville († 1770) verschwunden.

### Kerzendorfer Gut (Schloss)
Bei dem im Volksmund Schloss genannten, herrschaftlichen Gebäude handelte es sich um ein märkisches Guts- oder Herrenhaus. Es entstand im 18. Jahrhundert, die genaue Bauzeit ist nicht bekannt. Am wahrscheinlichsten ist es durch die Familie le Duchat de Dorville ab 1756 erbaut worden, denn die Vorbesitzer hatten ihre jeweiligen Wohnsitze in anderen Gemeinden der näheren Umgebung. Zum Gut gehörten noch weitere Gebäude wie das sogenannte Kavaliershaus, das Gutsverwalterhaus, der Marstall mit einem 25 m hohen Wasserturm, das Gärtner- und spätere Forsthaus, Gewächshäuser sowie weitere Nebengebäude, Bauernhäuser und Stallungen.
Schon vor 1879 erwarb der Bankier Julius Leopold Schwabach das Gut Kerzendorf, das damals 382 Hektar (259,25 ha Acker, 80,57 ha Wiesen, 42,25 ha Wald) umfasste, zu dem damals auch eine Brennerei gehörte, und ließ es als luxuriösen Sommersitz ausbauen. Nach seinem Tod übernahm sein Sohn Paul von Schwabach, Historiker und Bankier  (1867–1938), einer der hundert reichsten Persönlichkeiten Preußens, das Gut. Er ließ es viele Jahre von dem Administrator Arthur von Pirch (1865–1945) verwalten. Die Größe des Ritterguts wurde nun mit 391 ha angegeben, 262 ha Acker, 82 ha Wiesen, 45 ha Wald und 2 ha Unland. Die Daten für das Gut sind kurz vor der großen Wirtschaftskrise 1929 ähnlich, laut dem letztmals amtlich publizierten Güteradressbuch für die Provinz Brandenburg. Noch offen ist die historische Passage, welche Rolle der Gesandte a. D. A. Kersten im Kontext mit dem Gut nach 1939 spielte. Die Erben Schwabachs waren dessen Tochter Lally und ihr Ehemann, der Diplomat und Kunstsammler Alfred Horstmann (1879–1947). Das Herrenhaus wurde im September 1943 durch Brandbomben fast vollständig zerstört. Die bedeutende Sammlung historischer Porzellane, die Horstmann zusammengetragen hatte, wurde nach dem Krieg geplündert, und die Ruine schließlich abgerissen. Horstmann starb 1947 in einem sowjetischen Internierungslager in Oranienburg, seine Frau 1954 in Brasilien. Andere Teile der alten Gutsanlage sind noch erhalten, z. B. das Gutsverwalterhaus, Teile des Marstalls, das Gärtnerhaus sowie Stallanlagen und das Schlosstor. Das Tor wurde im Rahmen von Restaurierungsmaßnahmen im Sommer 2009 wieder errichtet.

### Schlosspark

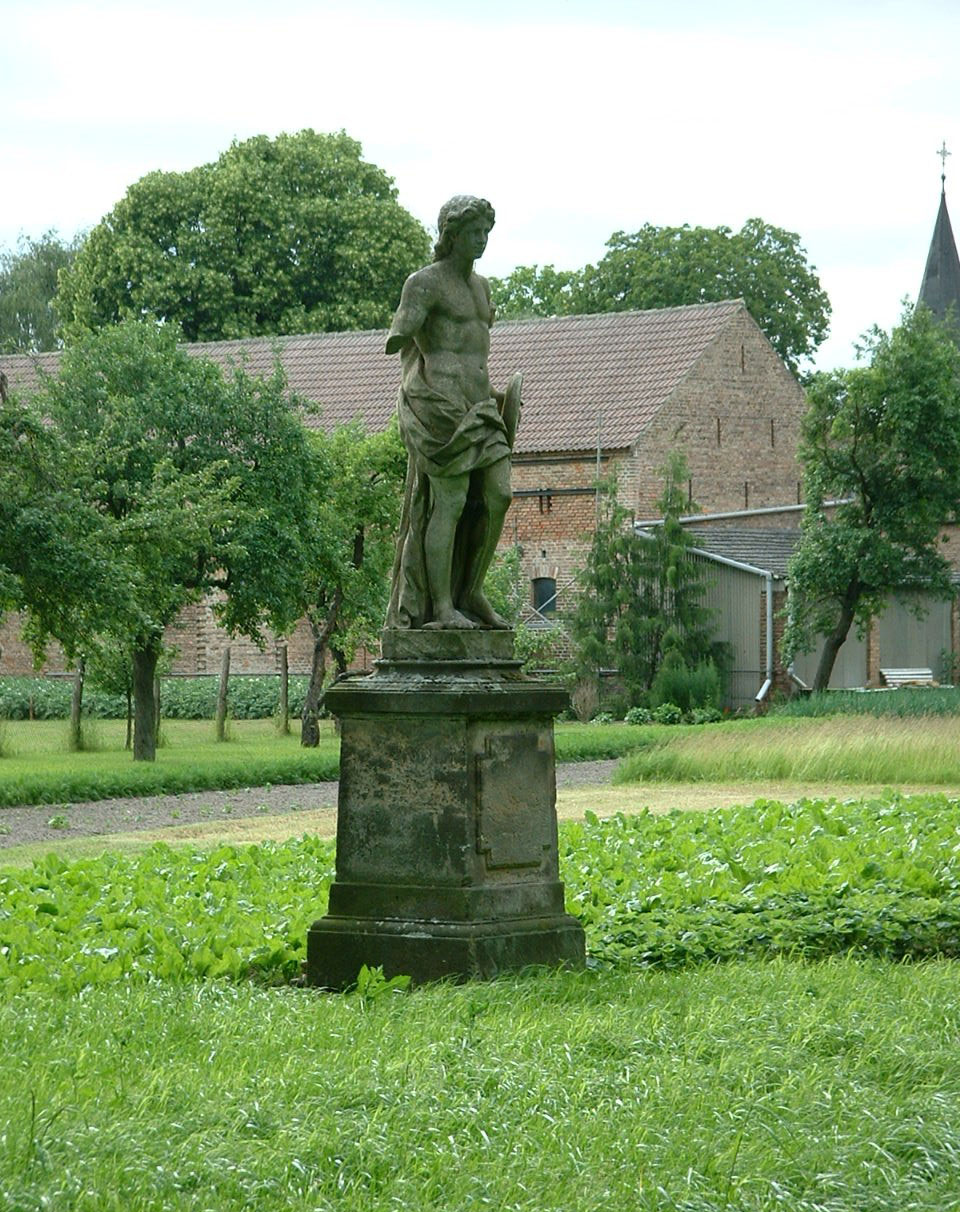
Skulptur im Garten, 2004

Einige noch heute im Dorf verstreut stehende Statuen sowie der fast ausgetrocknete und verwilderte Schlossteich lassen den verblichenen Glanz des romantischen Schlossparks erahnen. Das Refugium war durch Schwabach nach Vorlagen des französischen Gartenarchitekten Jacqes Francois Blondel gestaltet worden. In späterer Zeit wurde aus Schloss und Park ein harmonisches Gesamtkunstwerk, welches kaum spürbar in den natürlich gewachsenen Wald überging. Es befanden sich viele Steinbänke und Skulpturen im Park. Auf der kleinen Insel im Schlossteich, der über einen von Gondeln befahrenen Graben mit Wasser versorgt wurde, wachte ein großer Buddha über den Rhododendron und all die Blütenpracht. Am Rande des Parks befand sich auch eine Fasanerie.

### Naturdenkmale
Ein Blickfang auf dem Dorfanger neben dem Dorfbrunnen ist die große Dorfeiche, welche zum Naturdenkmal erklärt wurde. Die Liste der Denkmale des Landes Brandenburg verzeichnet zwei Objekte.
- eine Laubbaumallee 0,4 km nördlich der Kirche, am ehem. Weg nach Ludwigsfelde, wegen ihrer Landschaftsbild prägenden Schönheit und eine
- Dorfeiche, am Dorfplatz südlich der Kirche, wegen ihres Alters, Größe, Ausbildungsform und ihrer Ortsbild prägender Schönheit

### Bodendenkmale
Die Denkmalliste des Landes Brandenburg verzeichnet folgende Bodendenkmale:
- der Dorfkern aus dem Mittelalter und der Neuzeit
- eine Siedlung des Neolithikum (Flur 2, westlich des Dorfkerns)

## Filmstandort
Schon 1942/43 wurde der Schlosspark zu Kerzendorf als Kulisse für den Film Romanze in Moll genutzt. 2006 wurde dieses Potential Kerzendorfs wiederentdeckt und das ehemalige Parkgelände war Drehort für die Serie Allein unter Bauern. Die verträumten romantischen Alleen und Gassen des kleinen Dorfes präsentierten sich auch als gelungene Szenerie für Dreharbeiten zur Serie SOKO Wismar im Jahr 2007.

## Gefecht bei den Wietstocker Schanzen
Am 22. August 1813 wurde auch Kerzendorf zum Schauplatz eines Gefechts im Kontext der Befreiungskriege. Daran erinnert noch heute ein im Wald nahe dem Ort gelegenes Denkmal am Schanzenberg.

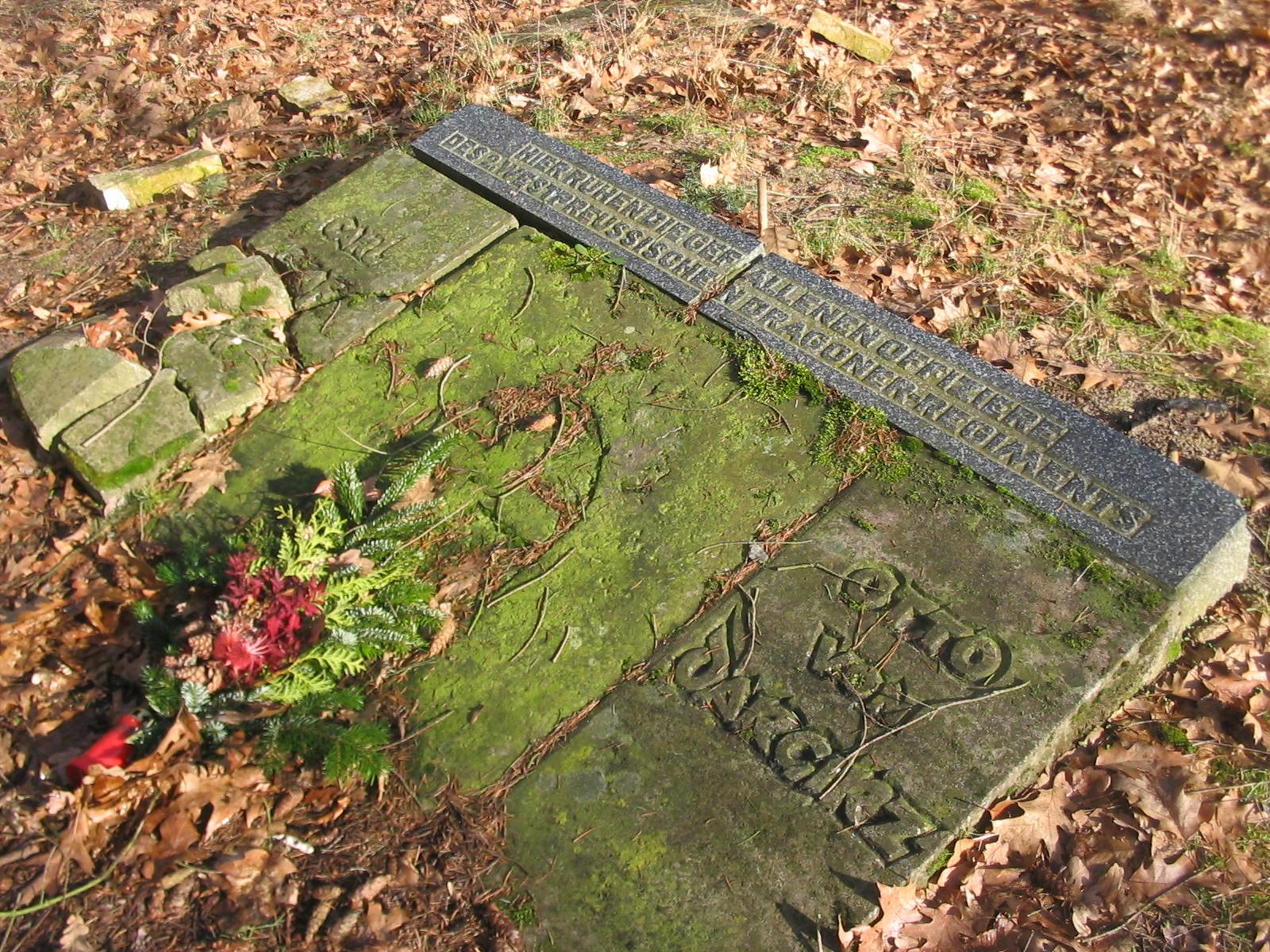
Ehrengrabstätte auf dem Schanzenberg

Am Vorabend der Schlacht von Großbeeren rückte die Napoleonische Armée de Berlin nach Norden vor. Nuthe und Nuthegraben waren damals noch breite Sumpfgebiete, die nur an wenigen Stellen passierbar waren. Der Thyrower Damm und der Damm zwischen Thyrow und Märkisch Wilmersdorf wurde von Generalmajor August von Thümen verteidigt. Der andere Übergang war der Wietstocker Damm über den Nuthegraben. Wietstock wurde zunächst durch das Bataillon unter Major Wedell gegen die aus Märkisch Wilmersdorf und Nunsdorf vorrückenden napoleonischen Truppen verteidigt. Dabei musste dieses sich über den Damm nach Westen auf das andere Ufer zurückziehen, wobei es die hölzerne Brücke über den Nuthegraben mitnahm. Sie bezogen Stellung auf dem Schanzenberg; die sog. Wietstocker Schanzen liegen zum großen Teil auf der Gemarkung von Kerzendorf. Um den Damm wurde heftig gekämpft, wobei die preußischen Truppen den Angreifern auf dem fast deckungslosen Damm hohe Verluste zufügten. Wietstock wurde durch preußische Kanonen in Brand geschossen. Nach mehreren Stunden gelang es den Angreifern, den Nuthegraben zwischen Wietstock und Kerzendorf auf provisorischen Übergängen zu queren und Kerzendorf zu besetzen. Damit waren die Flanken der preußischen Truppen bedroht, die sich langsam zurückzogen. Die Angreifer konnten unter großen Verlusten die Nuthe (bei Thyrow) und den Nuthegraben (bei Wietstock) überqueren. Auch den Damm südlich von Jühnsdorf über das Sumpfgebiet der großen Wiese westlich des Rangsdorfer Sees konnten die napoleonischen Truppen an diesem Tag einnehmen und Stellung in Jühnsdorf beziehen. Die preußischen Truppen zogen sich auf Blankenfelde und Großbeeren zurück. Sie hatten an diesem Tag über 350 Mann verloren. Die Verluste der napoleonischen Truppen sind nicht bekannt. Am folgenden Tag, dem 23. August 1813, gelang den preußischen Truppen der entscheidende Sieg in der Schlacht von Großbeeren, der den Vorstoß der Armée de Berlin stoppte und die napoleonischen Truppen zum Rückzug zwang.

## Persönlichkeiten
- Julius Leopold Schwabach (1831–1898), Bankier
- Paul von Schwabach (1867–1938), Bankier und Historiker
- Lally Horstmann geb. Leonie von Schwabach (1898–1955), Schriftstellerin

## Belege